# Panaque nigrolineatus
Panaque royal, Pléco royal
Espèce
Panaque nigrolineatus, le Panaque royal ou Pléco royal, est une espèce sud-américaine de poissons-chats d'eau douce de la sous-famille des Ancistrinae (famille des Loricariidae, ordre des Siluriformes).

## Répartition et habitat
Panaque nigrolineatus se rencontre en Amérique du Sud (Venezuela, Colombie, Équateur, Pérou) notamment dans le fleuve Orénoque, ainsi que dans les affluents de l'Amazone.

## Description

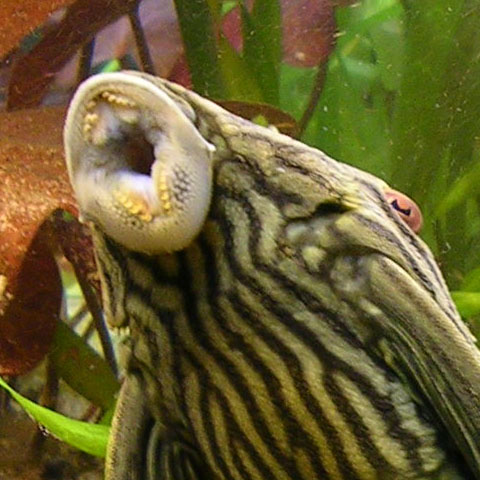
Ventouse et dents de Panaque nigrolineatus.

Panaque nigrolineatus peut mesurer jusqu'à 43 cm, queue non comprise.
Panaque nigrolineatus est un poisson assez trapu, au dos élevé. La teinte de base est beige verdâtre, ornée de rayures horizontales brun-noir. Il a les yeux rouges et pourvu d'un occulum diverticulum, caractéristique de la famille. Les nageoires dorsales légèrement crème ou dorée. La bouche en forme de ventouse est munie de dents disposées en râpes.
Le corps est protégé par une lourde armure faite de plaques osseuses, à l'exception du ventre. Ce n'est pas un très bon nageur, car il est lourd et rigide. Mais sa puissante bouche en ventouse lui permet de s'accrocher aux rochers et aux racines des eaux rapides.
Le dimorphisme sexuel se reconnaît à la nageoire dorsale qui est plus longue chez le mâle que chez la femelle.

### Alimentation
Panaque nigrolineatus est un herbivore qui consomme également du bois.

## Liste des sous-espèces
Le WoRMS ne reconnait pas de sous-espèce. En revanche, BioLib mentionne :
- Panaque nigrolineatus laurafabianae Ortega-Lara & Lujan, 2020
- Panaque nigrolineatus nigrolineatus (Peters, 1877)

À noter que la sous-espèce Panaque nigrolineatus laurafabianae pourrait être une espèce à part entière.

## Aquariophilie

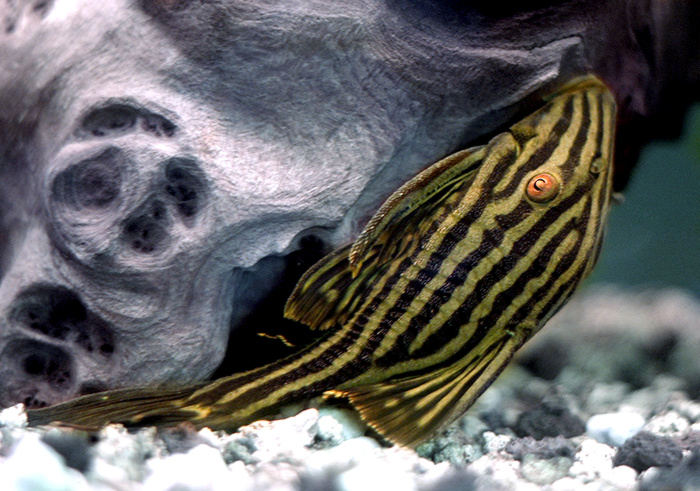
Panaque nigrolineatus sur une racine.

Panaque nigrolineatus est d'une aide précieuse en tant que poisson d'aquarium car il s'alimente des algues qui y poussent (sauf les filamenteuses). Ce poisson a besoin d'espace (une cuve de 400 L minimum ; voire 2 000 L), d'une eau bien oxygénée et d'un complément régulier de légumes et de bois pour se nourrir. Les jeunes spécimens subissent beaucoup de stress lors de leur importation, ce qui nécessite une attention particulière pour une bonne acclimatation.
C'est un poisson territorial avec les individus de sa propre espèce, il vaut mieux maintenir un seul individu[réf. nécessaire]. Principalement nocturne, il faut lui prévoir des cachettes pour qu'il s'y cache la journée.
Cette espèce n'a pas encore été reproduite en captivité, elle est donc importée.[réf. nécessaire]
| Origine         | Amérique du Sud     | Eau           | eau douce     |
| Dureté de l'eau | 2-13 °GH            | pH            | entre 6 et 7  |
| Température     | 22-30 °C            | Volume mini.  | 600 l         |
| Alimentation    | herbivore           | Taille adulte | plus de 43 cm |
| Reproduction    | ovipare             | Zone occupée  | fond          |
| Sociabilité     | poisson territorial | Difficulté    | moyenne       |

Dans les commerces aquariophiles sont proposées différentes variétés qui diffèrent par leur forme, la distribution des bandes et du doré sur les nageoires. Ces variétés sont :
- Panaque sp. cf. nigrolineatus 'Tapajos'
- Panaque sp. cf. nigrolineatus 'watermelon pleco'
- Panaque sp. cf. nigrolineatus 'olive pleco'
- Panaque sp. cf. nigrolineatus 'Tocantins'
- Panaque sp. cf. nigrolineatus 'Xingu'

## Dénominations
Cette espèce est appelée dans les commerces aquariophiles : 
- Panaque royal L330 (ce qui correspondrait à la sous-espèce Panaque nigrolineatus laurafabianae[7] ;
- Pléco royal[6].

Il tire son nom vernaculaire de « royal » par sa taille imposante mais surtout par sa couleur dorée.[réf. nécessaire]
En anglais, ce poisson porte les noms communs de : Panaque, Royal catfish, Royal panaque, Royal plec.

## Panaque nigrolineatuset l'Homme
S'agissant d'un poisson de grande taille, cette espèce est consommée.[réf. nécessaire]

## Systématique
Le nom valide complet (avec auteur) de ce taxon est Panaque nigrolineatus (Peters, 1877).
L'espèce a été initialement classée dans le genre Chaetostomus sous le protonyme Chaetostomus nigrolineatus Peters, 1877
. 
Panaque nigrolineatus a pour synonyme :
- Chaetostomus nigrolineatus Peters, 1877

### Étymologie
Son épithète spécifique, nigrolineatus, est la combinaison en latin de nigro, « noir, sombre », et de lineatus, « ligné », et fait référence aux rayures longitudinales ondulées de couleur brun foncé à noires sur le corps. 

### Publication originale
- (de) W. Peters, « Über die von Dr. C. Sachs in Venezuela gesammelten Fische », Monatsberichte der Königlichen Preussischen Akademie der Wissenschaften zu Berlin, Berlin, Inconnu et Druckerei der Königlichen Akademie der Wissenschaften (d), vol. 1877,‎ 1877, p. 469-473 (OCLC 8356354, lire en ligne).